# Ascidis
Els ascidiacis o ascidis (Ascidiacea) són una classe de cordats del subembrancament dels tunicats. Es distribueixen pels mars de tot el planeta. A diferència dels altres tunicats, que neden lliures formant part del plàncton, els ascidis són sèssils. Se'n coneixen 2.935 espècies, i tres tipus principals: ascidis solitaris, ascidis socials i ascidis composts. Es tracta d'invertebrats marins amb forma de sac, que s'alimenten per filtració.

## Característiques

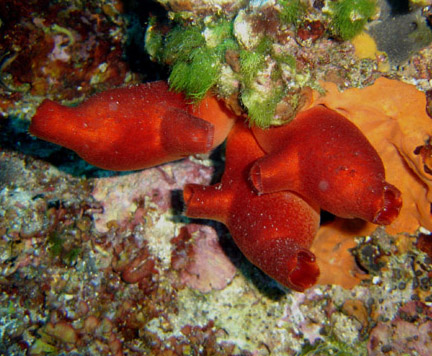
Ascidi vermell (Halocyntia papillosa)

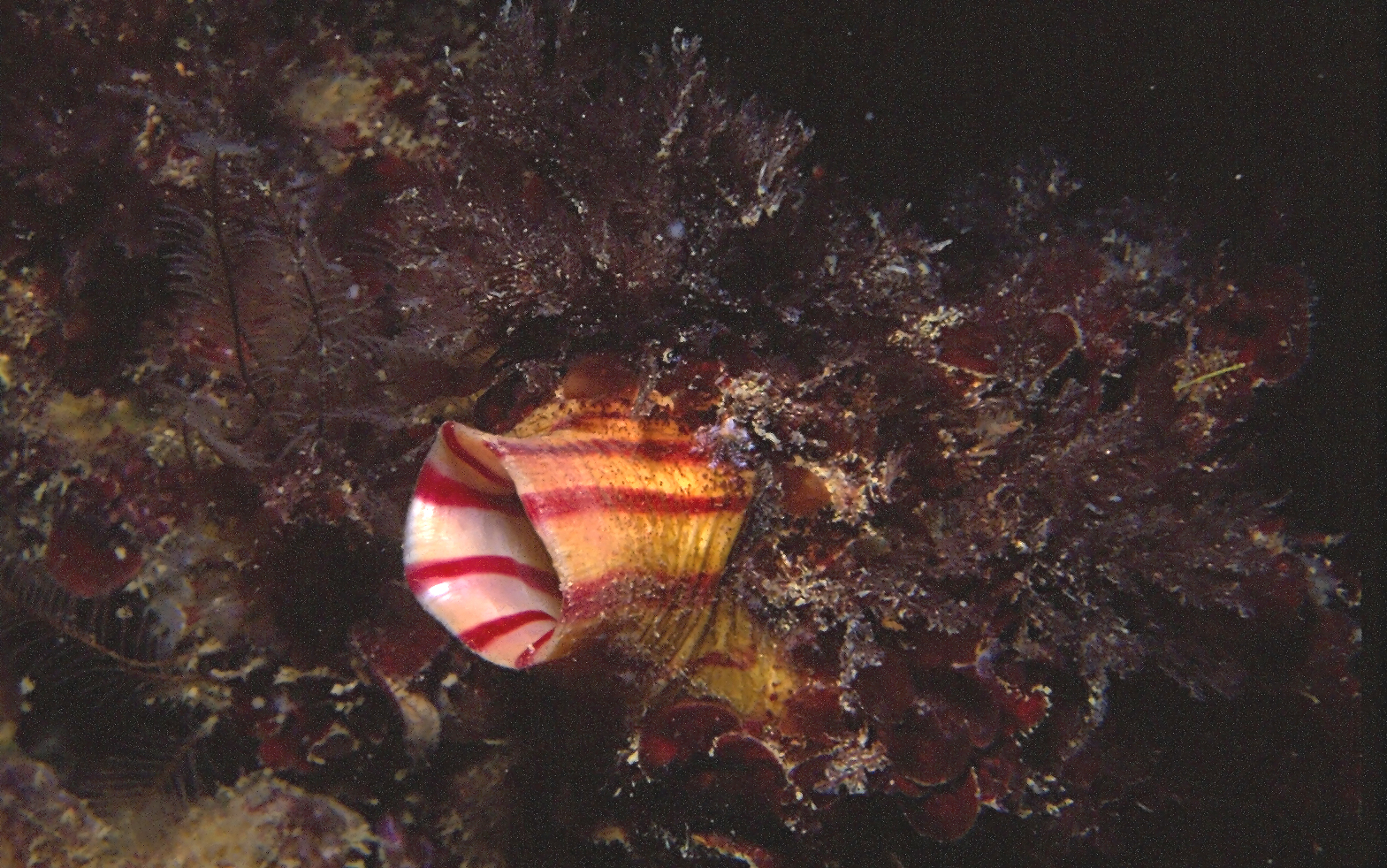
Microcosmus sabatieri

### Anatomia
Els ascidis són animals arrodonits o cilíndrics que oscil·len entre 0,5 i 10 cm de longitud. Un extrem del cos sempre està fermament fixat a la roca, el corall o alguna superfície sòlida similar. La superfície inferior està perforada o estriada i, en algunes espècies, té extensions semblants a les arrels que ajuden a l'adherència de l'animal a la superfície. La paret del cos està coberta per una túnica gruixuda i llisa, sovint força rígida. La túnica està feta de cel·lulosa juntament amb proteïnes i sals de calci. A diferència de les closques dels mol·luscs, la túnica es compon de teixit viu i sovint té el seu propi subministrament de sang. En algunes espècies colonials, les túniques dels individus adjacents es fusionen en una sola estructura.
La superfície superior de l'animal, oposada a la part fixada al substrat, té dues obertures, o sifons. Quan es treu de l'aigua, l'animal expulsa sovint violentament l'aigua d'aquests sifons. El cos està dividit en tres regions, tot i que en la majoria de les espècies no són clarament visibles. La regió faríngea conté la faringe, mentre que l'abdomen conté la majoria dels altres òrgans corporals, i el postabdomen conté el cor i les gònades. En molts ascidis, el postabdomen, o fins i tot tot l'abdomen, està absent, amb els seus respectius òrgans situats més anteriorment.
El gran sifó bucal s'obre a la faringe, actuant com una boca. La faringe és ciliada i conté nombroses perforacions, o estigmes, disposats en forma de quadrícula al voltant de la seva circumferència. El moviment dels cilis aspira l'aigua pel sifó i després pels estigmes. Un llarg solc ciliat, o endostil, recorre un costat de la faringe i una cresta que sobresurt al llarg de l'altre. L'endostil és homòleg amb la glàndula tiroide dels vertebrats, malgrat la seva funció diferent.
La faringe està envoltada per un atri, a través del qual s'expulsa l'aigua a través d'un segon sifó, o sifó atrial, normalment més petit. Els cordons del teixit connectiu creuen l'atri per mantenir la forma general del cos. La paret exterior del cos està formada per teixit connectiu, fibres musculars i un epiteli simple directament subjacents a la túnica.

### Aparell circulatori
El cor és un tub muscular corbat situat al postabdomen o a prop de l'estómac. Cada un dels dos extrems s'obren en un sol vas, un dirigit cap a l'endostil i l'altre cap a la superfície dorsal de la faringe. Els vasos estan connectats per una sèrie de sinus, per on circula la sang. Vasos més petits corren normalment des dels dos costats cap a la túnica. Els residus nitrogenats, en forma d'amoníac, són excretats directament de la sang a través de les parets de la faringe i expulsats a través del sifó atrail.
De forma inusual, el cor dels ascidis alterna la direcció en què bombeja la sang cada tres o quatre minuts. Hi ha dues zones excitadores, una a cada extrem del cor, amb una primera dominant, per empènyer la sang a través del vas ventral i, després, l'altra, empenyent-la dorsalment.
Hi ha quatre tipus diferents de cèl·lules sanguínies: limfòcits, amebòcits fagocítics, nefròcits i cèl·lules de la mòrula. Els nefròcits recullen residus com l'àcid úric que acumulen en vesícules renals properes al tracte digestiu. Les cèl·lules de la mòrula ajuden a formar la túnica, i sovint es poden trobar dins de la pròpia substància túnica. En algunes espècies, les cèl·lules de la mòrula posseeixen agents reductors pigmentats que contenen ferro (hemoglobina), donant a la sang un color vermell, o vanadi (hemovanadina) que li dona un color verd. En aquest cas, les cèl·lules també es denominen vanadòcits.

### Aparell digestiu
La faringe forma la primera part de l'aparell digestiu. L'endostil produeix un subministrament de mucositat que després es fa passar a la resta de la faringe pel batre dels flagels al llarg dels seus marges. A continuació, el moc flueix en làmina a través de la superfície de la faringe, atrapant partícules de plàncton quan passen pels estigmes, i es recull a la carena de la superfície dorsal. La carena porta una ranura al llarg d'un costat, que fa passar l'aliment recollit cap avall i cap a l'obertura esofàgica a la base de la faringe.
L'esòfag corre cap a l'estómac a l'abdomen, que segrega enzims que digereixen els aliments. Un intestí corre cap amunt des de l'estómac paral·lel a l'esòfag i finalment s'obre, a través d'un recte curt i de l'anus, cap a una cloaca just a sota del sifó atrial. En algunes espècies colonials altament desenvolupades, els grups d'individus poden compartir una sola cloaca, amb tots els sifons atrials obrint-se en ella, tot i que tots els sifons bucals romanen separats. Una sèrie de glàndules es troben a la superfície externa de l'intestí, obrint-se a través a l'estómac a través de túbuls col·lectors, per bé que la seva funció precisa no està clara.

## Sistema nerviós
El sistema nerviós central dels ascidi es forma a partir d'una làmina que s'enrotlla per formar un tub neural. El nombre de cèl·lules del sistema nerviós central és molt petit. El tub neural està compost per la vesícula sensorial, el coll, el gangli visceral o de la cua i el cordó nerviós caudal. La regionalització anteroposterior del tub neural en ascidis és comparable a la dels vertebrats.
Tot i que no hi ha un veritable cervell, el gangli més gran es troba al teixit connectiu entre els dos sifons i envia nervis a tot el cos. Sota aquest gangli hi ha una glàndula exocrina que desemboca a la faringe. La glàndula es forma a partir del tub nerviós i, per tant, és homòloga a la medul·la espinal dels vertebrats. Els ascidis no tenen òrgans sensorials especials, per bé que la paret del cos incorpora nombrosos receptors individuals per al tacte, la quimiorecepció i la detecció de la llum.

## Reproducció

Representació esquemàtica d'una larva d'ascidi. L'aliment passa amb un corrent d'aigua pel sifó inhalant, arriba a la cistella branquial, on es filtra, i passa a l'estómac. D'aquí torna a la cavitat atrial (o atri) a través de l'intestí i surt pel atriopor situat al sifó exhalant.

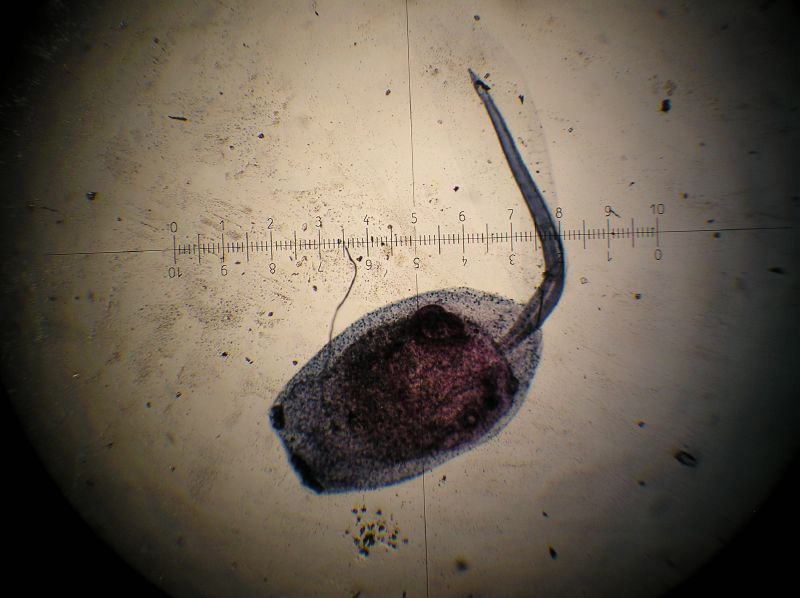
Larva d'ascidi.

Gairebé tots els ascidis són hermafrodites i els ascidis madurs són sèssils. Les gònades es localitzen a l'abdomen o al postabdomen, i inclouen un testicle i un ovari, cadascun dels quals s'obre a través d'un conducte cap a la cloaca.
Els ascidis solitaris alliberen molts òvuls pels seu sifó atrial; la fecundació és externa i es produeix quan altres individus alliberen espermatozoides. Un òvul fecundat passa de 12 hores a pocs dies convertint-se en una larva semblant a capgròs de natació lliure, que després no triga més de 36 hores a assentar-se i es transforma en un jove.
Com a norma general, la larva posseeix una cua llarga, que conté músculs, un tub nerviós dorsal buit i un notocordi, ambdues característiques clarament indicatives de les afinitats cordades dels ascidis. Però un grup, els ascidis molgúlids, han evolucionat produint espècies sense cua en almenys quatre ocasions diferents, i fins i tot en desenvolupament directe. Un notocordi es forma a principis del desenvolupament i consisteix sempre en una fila de 40 cèl·lules exactament. El tub nerviós es dilata al cos principal i, finalment, es convertirà en el gangli cerebral de l'adult. La túnica es desenvolupa a principis de la vida embrionària i s'estén fins a formar una aleta al llarg de la cua de la larva. La larva també té un estatocist i una tassa pigmentada per sobre de la boca, que s'obre en una faringe revestida de petites perforacions que s'obren en un atri circumdant. La boca i l'anus es troben originalment als extrems oposats de l'animal, però la boca es desplaça a la seva posició final (posterior) durant la metamorfosi.
La larva selecciona i s'assenta sobre superfícies adequades mitjançant receptors sensibles a la llum, orientació a la gravetat i estímuls tàctils. Quan el seu extrem anterior toca una superfície, les papil·les (petites projeccions nervioses en forma de dit) secreten un adhesiu per fixar-se. La secreció adhesiva provoca una metamorfosi irreversible; es perden diversos òrgans (com la cua i les aletes larvals) mentre que altres es reordenen a la posició adulta, la faringe s'amplia i els òrgans anomenats ampul·les creixen del cos per fixar de forma permanent l'animal al substrat. Els sifons de l'ascidi jove s'orienten per optimitzar el flux de corrent a través de l'aparell d'alimentació. Es pot assolir la maduresa sexual en poques setmanes. Com que la larva està més avançada que l'adult, aquest tipus de metamorfosi s'anomena «metamorfosi retrogressiva». Aquesta característica és un referent per a la "teoria de la metamorfosi retrogressiva o teoria de les larves ascidianes" que suposa que els vertebrats van evolucionat a partir de larves madures sexualment (neotènia).

## Taxonomia

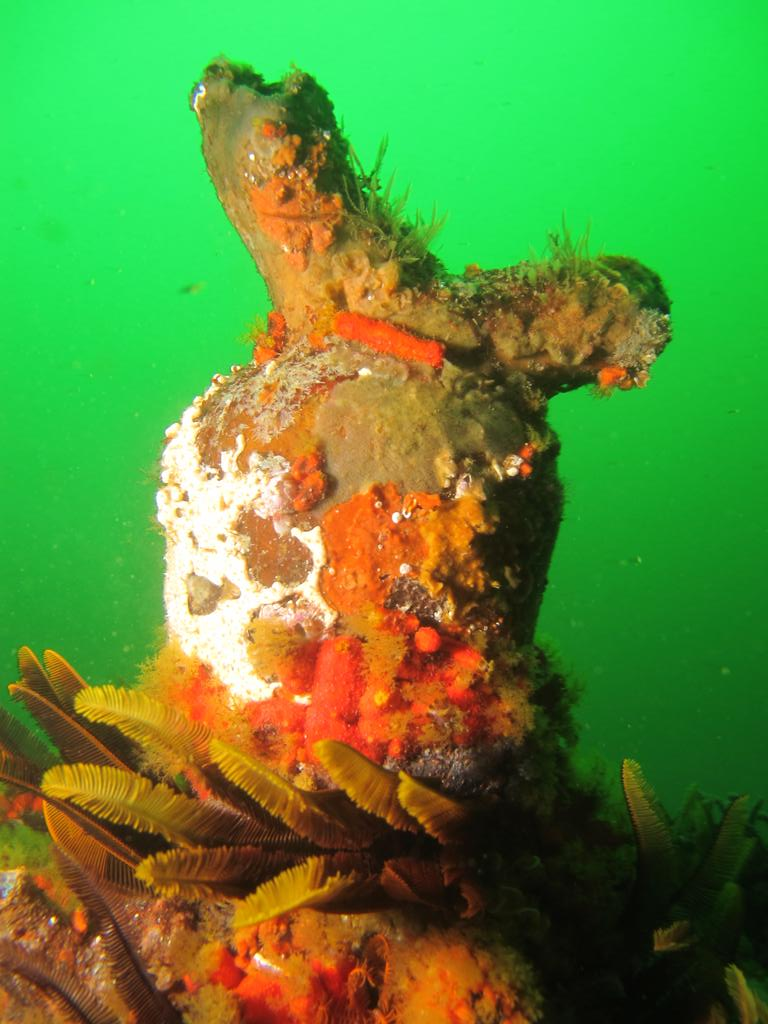
Pyura stolonifera

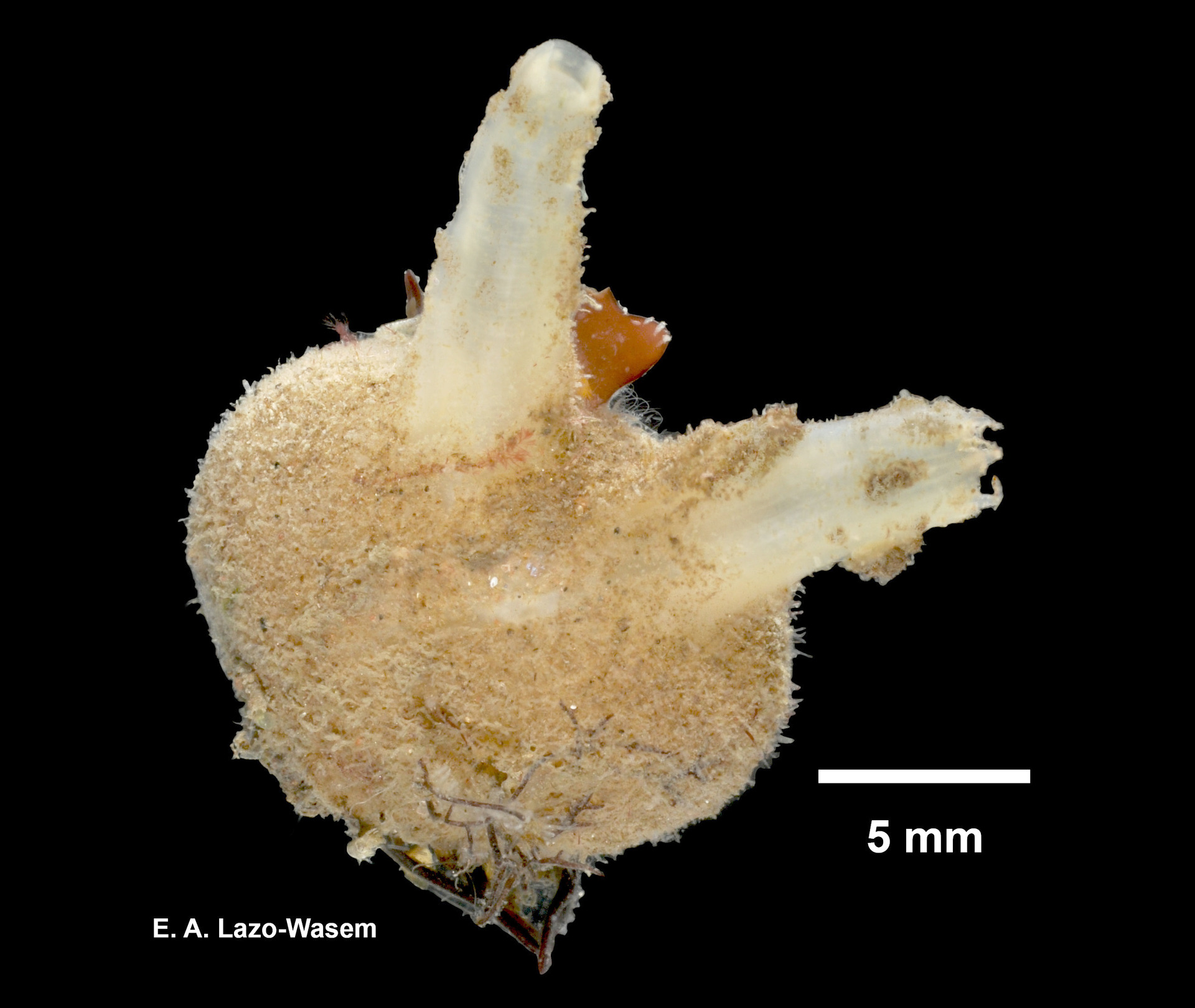
Molgula manhattensis

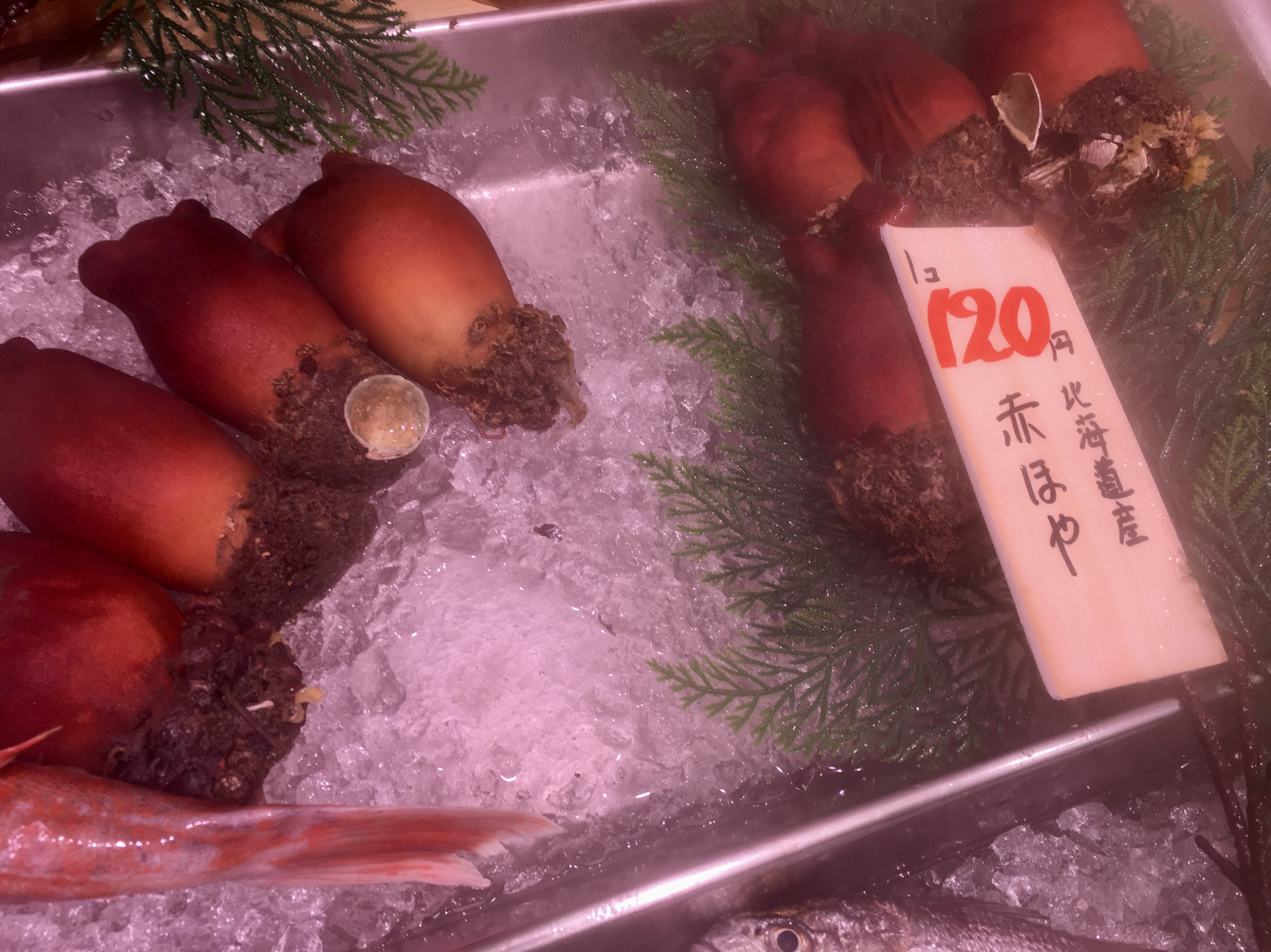
Ascidis a la venta en un mercat del Japó

Anteriorment els ascidiacis es dividien en enterogons i pleurogons. Algunes fonts encara els consideren vàlids.
En l'actual classificació s'han considerat obsolets els ordres dels enterogons i els pleurogons i s'han elevat al rang d'ordre els subordres: Aplousobranchia, Phlebobranchia i Stolidobranchia.
- Ordre Aplousobranchia
  - Família Clavelinidae
  - Família Diazonidae
  - Família Didemnidae
  - Família Euherdmaniidae
  - Família Holozoidae
  - Família Placentelidae
  - Família Polycitoridae
  - Família Polyclinidae
  - Família Protopolyclinidae
  - Família Pseudodistomidae
  - Família Ritterellidae
  - Família Stomozoidae
  - Família Vitrumidae
- Ordre Phlebobranchia
  - Família Agneziidae
  - Família Ascidiidae
  - Família Cionidae
  - Família Corellidae
  - Família Dimeatidae
  - Família Hypobythiidae
  - Família Octacnemidae
  - Família Perophoridae
  - Família Plurellidae
- Ordre Stolidobranchia
  - Família Molgulidae
  - Família Pyuridae
  - Família Styelidae

## Consum als Països Catalans i Occitània
Un cert nombre d'ascidis es consumeix al Països Catalans sota el nom genèric vitxo o vitotxo, nom popular de l'Halocyntia papillosa o ascidi roig (fr. 'ascidie rouge', 'outre de mer', 'violet rouge', oc. vichet, vichut), i de Microcosmus sulcatus o bunyol o ou de mar (oc. vichoet, vichut, vichús, vichier) Microcosmus vulgaris (vichàs o vichús viulet nom popular de l'holotúria, fr. 'violet', 'figue de mer', it. 'uovo di mare'), i de Axidia mentula (fr. 'violet', 'outre de mer').
Aquests noms deriven de "vit", penis, per semblança a un fal·lus (cf. el pebre coent dit també bitxo o vitet i la seva homonimització en 'ditet').